# Chris Rock
Pour les articles homonymes, voir Rock (homonymie).

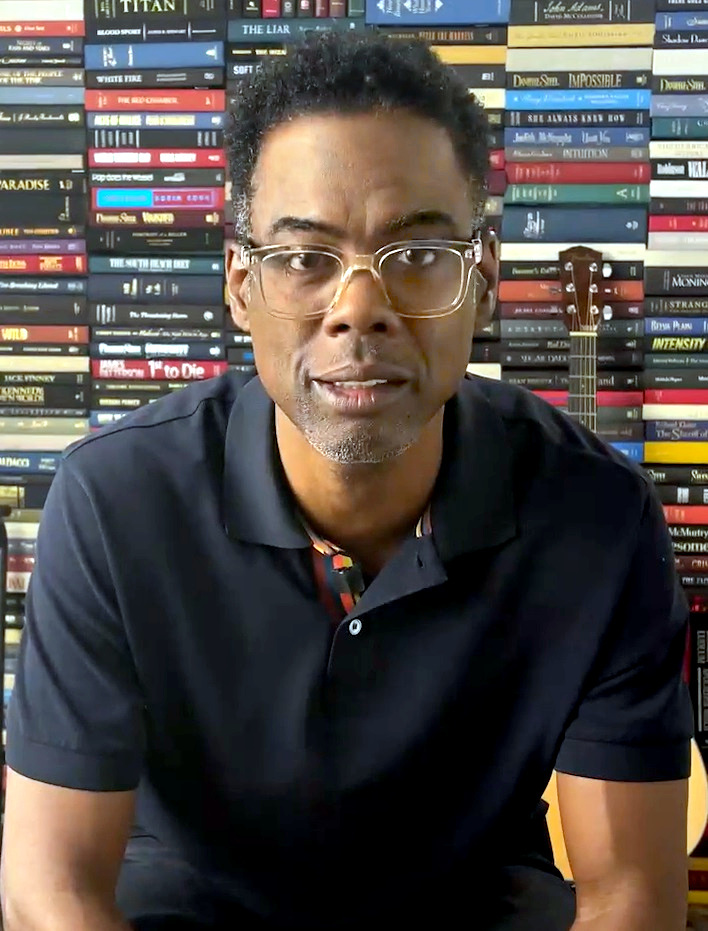
Rock en 2021.

Christopher Julius Rock, dit Chris Rock, est un humoriste, acteur, réalisateur et producteur américain, né le 7 février 1965 à Andrews (Caroline du Sud).
Il se fait connaître avec ses numéros de stand-up dans les années 1980, dans lesquels il aborde des sujets tels les relations raciales, la sexualité, et utilise l'humour d'observation. Sa carrière s'est étendu au cinéma, à la télévision et à la musique, ayant reçu de nombreuses distinctions, dont trois Grammy Awards pour le meilleur album comique, quatre Primetime Emmy Awards, et une nomination aux Golden Globes. Rock est classé n°5 sur la liste de Comedy Central des 100 plus grands stand-uppers de tous les temps. Il est également 5e sur la liste des 50 meilleurs comiques stand-uppers de tous les temps du magazine Rolling Stone.
Après des années de carrière comme humoriste et d'apparitions mineures au cinéma, notamment dans Le Flic de Beverly Hills 2 (1987), Rock s'est fait connaître en apparaissant dans le Saturday Night Live de 1990 à 1993. Il est apparu durant cette période dans les films New Jack City (1991), Boomerang (1992) et CB4 (1993), qu'il a également écrit et produit. Il atteint la célébrité avec l'émission spéciale Chris Rock: Bring the Pain (en) en 1996. Il continue à réaliser ce type d'émissions avec Bigger & Blacker (en) (1999), Never Scared (en) (2004), Chris Rock: Kill the Messenger (en) (2008), Chris Rock: Tamborine (en) (2018), et Selective Outrage (2023). Il est le créateur, producteur et show runner de la sitcom Tout le monde déteste Chris (2005–2009), basée sur ses souvenirs d'enfance. De 1997 à 2000, la chaîne HBO diffuse son talk-show The Chris Rock Show (en).
Rock tient des rôles principaux au cinéma dans L'Arme fatale 4 (1998), Dogma (1999), Mi-temps au mitard (2005), la franchise Madagascar (en) (2005–2012), Je crois que j'aime ma femme (2007), Copains pour toujours (2010), Panique aux funérailles (2010), Top Five (2014), Mariage à Long Island (2018), Spirale : L'Héritage de Saw (2021), Amsterdam (2022), et Bayard Rustin (2023). Il a tenu des rôles à la télévision, notamment dans les séries Empire, Kevin Can Wait, et Fargo. Il fait ses débuts au théâtre à Broadway en 2011 dans la pièce The Motherfucker with the Hat (en) de Stephen Adly Guirgis. Il anime par deux fois la cérémonie des Oscars, en 2005 et en 2016, et est connu pour avoir été giflé sur scène (en) par Will Smith lors de la cérémonie de 2022.

## Biographie
Aîné d'une famille de huit enfants, six frères, Kenny, Jordan, Brian, Andre, Charles, Tony et une sœur Andi. Chris Rock, a grandi dans le quartier Bedford-Stuyvesant à Brooklyn, New York et suivi ses études secondaires à la Stuyvesant High School, où il était président de l'équipe d'échecs. Il abandonne le lycée pour se consacrer à la comédie.
Alors que Chris Rock se produit en stand-up au New York Comedy Strip, Eddie Murphy le remarque et lui trouve un petit rôle dans le Flic de Beverly Hills 2 qui lance sa carrière au cinéma ; Murphy le recommande également pour Saturday Night Live, émission qui permettra à Rock de montrer son talent comique et lui donnera des idées pour ses one-man-show. Il mène ces deux carrières de comique de scène et d'acteur de cinéma en parallèle.

### Carrière

#### Humoriste
De 1990 à 1993, il apparaît dans une soixantaine d'épisodes de Saturday Night Live (SNL), l'un des programmes comiques les plus célèbres des États-Unis, diffusé sur la chaîne NBC. Il quitte SNL au printemps 1993 et prend part à l'émission, alors en déclin, In Living Color (en) pour trois épisodes.
La concurrence est rude pour l'obtention de rôles, Rock mène donc également une carrière dans le stand-up et lance son premier album en tant que comique intitulé Born suspect. En 1993, il est tête d'affiche dans un programme « spécial comiques » de la chaîne HBO intitulé Big Ass Jokes, dans lequel il montre l'étendue de ses talents pour le one man show. Son second passage en 1996 intitulé Bring the Pain le révèle comme l'un des comiques les plus en vue dans le métier, en particulier son sketch Niggas vs. Black People qui deviendra le plus célèbre et le plus controversé de ses sketchs. La diffusion sur la chaîne Comedy Central d'un « reportage » où il incarne un journaliste couvrant les élections présidentielles américaines de 1996 a encore ajouté à sa popularité.
Depuis, Rock s'est produit dans deux autres émissions « spéciale comiques » : Bigger and Blacker en 1999, et Never Scared en 2004. Les articles critiques du Times et Entertainment Weekly l'ont qualifié d'"homme le plus drôle des États-Unis" pour ces deux passages. HBO diffusa également son talk-show The Chris Rock Show, qui a remporté un succès critique pour les interviews que Rock réalise avec les célébrités et les hommes politiques.
Toutes ces émissions et sketchs ont fait de Chris Rock l'un des comiques les plus appréciés de sa génération. Son travail à la télévision lui a valu de remporter trois Emmy Awards et quinze nominations pour ses interprétations et son écriture. Le 12 mars 2003, il reçut une étoile sur le Walk of Fame.
En 2004, Rock était classé 5e dans le classement 100 Greatest Stand-ups of All Time par la chaîne Comedy Central. Rock a également transcrit ses sketchs par écrit dans le livre intitulé Rock This et a sorti deux albums comiques à succès Roll with the new et Bigger and Blacker.
Ses thématiques mêlent les relations inter-raciales aux États-Unis, la musique, l'amour et les différences entre classes sociales. L'éducation de Chris Rock a également une grande influence sur son style en tant que comique - souvent corrosif - ; ses parents très stricts, préoccupés par la mauvaise qualité des écoles de proximité de Brooklyn, l'envoient dans une école à majorité blanche à Bensonhurst (un quartier à majorité italo-américaine qui était à l'époque peu réputé pour sa mixité ethnique). Rock affirme avoir été arrêté quatre fois : une fois pour conduite dangereuse en voiture sur un jeune qui l'avait dévalisé, et trois fois pour délits de la circulation, dont conduite sans permis et « conduite trop lente ».
Début 2005, Rock anime la cérémonie des oscars. Le choix de Rock pour animer cette cérémonie prestigieuse a été perçu par beaucoup comme une chance de donner un certain « tranchant » à une cérémonie devenue pompeuse, ainsi que de la rendre plus attrayante vis-à-vis du jeune public. Durant la cérémonie, Rock égratigne Jude Law en s'exclamant : « Qui est cet homme ? Pourquoi est-il dans tous les films que j'aie vus ces quatre dernières années ? Même dans les films où il ne joue pas, si vous regardez le générique de fin, c'est lui qui a fait les gâteaux ». Presque deux heures plus tard, un Sean Penn sur la défensive (qui tournait Les Fous du roi avec Jude Law à cette époque) monte sur la scène et lui répond : « en réponse à la question de notre animateur, Jude Law est l'un de nos plus brillants jeunes acteurs ».
C'est aussi lui qui présente la chanson Snow (Hey Oh) des Red Hot Chili Peppers pour les Grammy 2007.
Chris se lance en 2009 dans la rédaction d'un nouveau livre, son second depuis Rock This, en 1997.
En 2016, Chris Rock est choisi une seconde fois comme animateur des Oscars à l'occasion de la 88e cérémonie.

### Acteur
Après son apparition dans Le Flic de Beverly Hills 2, il se fait mieux connaître grâce à de petits rôles dans des films tels que I'm Gonna Git You Sucka (en) (1988) ou New Jack City (1991). Mais c'est surtout grâce à sa notoriété acquise sur scène et à la télévision que Chris Rock a l'occasion de tenir des rôles dans des films majeurs. Parmi ces rôles figurent Dogma, Le Ninja de Beverly Hills, L'Arme fatale 4, Nurse Betty et le premier rôle dans Les Pieds sur terre. Rock s'est aussi glissé derrière la caméra, réalisant Président par accident (2003), Je crois que j'aime ma femme (2007). Il signe aussi le scénario de CB4 (1993).
Il figure dans deux films qui sont sortis le même jour aux États-Unis : Mi-temps au mitard et Madagascar (film d'animation dans lequel il fait la voix de Marty, le zèbre en version originale).
Il déclare en outre qu'Eddie Murphy est son modèle professionnel et celui qui l'a poussé à devenir comédien.
À l'automne 2005, la chaîne de télévision câblée UPN lance la série télévisée Tout le monde déteste Chris, basée sur la jeunesse de Chris Rock. Il en est aussi le producteur exécutif et le narrateur. La série raconte l'autobiographie de Chris Rock avec des modifications afin de rendre cette dernière plus drôle avec des scènes comiques de situation et de répétitions. Dans la série, l'histoire débute en 1982 et Chris a treize ans, alors qu'en réalité, Chris Rock en avait déjà 17.

### Vie privée
Chris Rock a été marié à Malaak Compton de 1996 à 2014. Elle est la fondatrice et la directrice du salon de coiffure Styleworks (à but non lucratif) qui offre ses services gratuitement à des femmes qui quittent l'aide sociale (welfare) pour entrer pleinement dans la population active. Le couple a eu deux enfants : Lola Simone et Zahra Savannah.
L'acteur Tony Rock est le frère de Chris. Leur père, Julius, est décédé en 1989. Chris Rock est un ami proche des membres du groupe Red Hot Chili Peppers[réf. nécessaire].

## Polémiques

### Incident aux Oscars
En 2022, il est de nouveau choisi pour remettre un prix durant la 94e cérémonie des Oscars. Durant celle-ci, Will Smith lui donne une gifle pour avoir fait une blague sur le crâne rasé de sa femme, Jada Pinkett Smith, atteinte d’alopécie.

## Filmographie

### Cinéma
- 1987 : Le Flic de Beverly Hills 2 (Beverly Hills Cop II) de Tony Scott : le voiturier de la fête Playboy
- 1988 : Comedy's Dirtiest Dozen (en) de Lenny Wong
- 1988 : I'm Gonna Git You Sucka (en) de Keenen Ivory Wayans
- 1989 : Who Is Chris Rock? (en)
- 1991 : New Jack City de Mario Van Peebles : Pookie
- 1992 : Boomerang de Reginald Hudlin : Bonnie T
- 1993 : CB4 de Tamra Davis : Albert / MC Gusto (également coproducteur)
- 1994 : Panther de Mario Van Peebles : Yuck Mouth
- 1995 : The Immortals de Brian Grant : Deke Anthony
- 1996 : Sergent Bilko (Sgt. Bilko) de Jonathan Lynn : le premier lieutenant Oster
- 1997 : Le Ninja de Beverly Hills de Dennis Dugan
- 1998 : Dr. Dolittle : Rodney (voix)
- 1998 : L'Arme fatale 4 (Lethal Weapon 4) de Richard Donner : Lee Butters
- 1999 : Torrance Rices
- 1999 : Dogma de Kevin Smith : Rufus, le 13e apôtre
- 2000 : Nurse Betty de Neil LaBute : Wesley
- 2001 : Les Pieds sur terre (Down to Earth) de Chris Weitz et Paul Weitz : Lance Barton
- 2001 : A.I. Intelligence artificielle (voix)
- 2001 : Pootie Tang de Louis C. K. (également producteur)
- 2001 : Osmosis Jones : Osmosis Jones (voix)
- 2001 : Jay et Bob contre-attaquent (Jay and Silent Bob Strike Back) : Chaka Luther King, le réalisateur
- 2002 : Bad Company de Joel Schumacher : Jake Hayes / Kevin Pope / Michael Turner
- 2002 : Comedian de Christian Charles
- 2003 : Pauly Shore Is Dead
- 2003 : Président par accident (réalisateur et producteur) : Mays Gilliam
- 2004 : Oh, What a Lovely Tea Party (documentaire)
- 2004 : The N-Word (documentaire)
- 2004 : Paparazzi : Objectif chasse à l'homme de Paul Abascal : le livreur de pizza (caméo)
- 2005 : Madagascar : Marty le zèbre (voix)
- 2005 : Mi-temps au mitard (The Longest Yard) de Peter Segal : Caretaker
- 2005 : Sick Day (en)
- 2006 : The Gilmores of Beverly Hills
- 2007 : Je crois que j'aime ma femme (réalisateur et producteur) : Richard Cooper
- 2007 : Bee Movie : Moseblood le moustique (voix)
- 2008 : Madagascar 2 : Marty le zèbre (voix)
- 2008 : Pootie Tang
- 2008 : Rien que pour vos cheveux (You Don't Mess with the Zohan) : le chauffeur de taxi
- 2009 : Panique aux funérailles de Neil LaBute : Aaron
- 2009 : Good Hair (en) : lui-même
- 2010 : Copains pour toujours (Grown Ups) de Dennis Dugan : Kurt McKenzie
- 2012 : Two Days in New York de Julie Delpy : Mingus
- 2012 : Ce qui vous attend si vous attendez un enfant (What to Expect When You're Expecting) de Kirk Jones : Vic
- 2012 : Madagascar 3 : Marty le zèbre (voix)
- 2013 : Copains pour toujours 2 (Grown Ups 2) de Dennis Dugan : Kurt McKenzie
- 2014 : Top Five : Andre Allen (également réalisateur)
- 2015 : A Very Murray Christmas de Sofia Coppola : lui-même
- 2018 : Mariage à Long Island de Robert Smigel : Kirby Cordice
- 2018 : Pas si folle (Nobody's Fool) de Tyler Perry : Lawrence
- 2019 : Dolemite Is My Name de Craig Brewer : Daddy Fatts
- 2020 : The Roads Not Taken de Sally Potter : Adam
- 2020 : Sacrées Sorcières (The Witches) de Robert Zemeckis : le narrateur
- 2021 : Spirale : L'Héritage de Saw (Spiral: From the Book of the Saw) de Darren Lynn Bousman : Zeke
- 2022 : Amsterdam de David O. Russell : Milton King
- 2023 : Rustin de George C. Wolfe : Roy Wilkins
- 2023 : La Pat' Patrouille : La Super Patrouille, le film (PAW Patrol: The Mighty Movie) de Cal Brunker (voix)

### Télévision
- 1995 : Le Prince de Bel-Air : figurant
- 1997 : The Chris Rock Show (en) : lui-même
- 1988 : Deux Flics à Miami (série TV) - saison 4, épisode 7 : Carlton
- 2005-2009 : Tout le monde déteste Chris (Everybody Hates Chris) : le narrateur, l'oncle de Chris et le conseiller d'Orientation (Saison 3 épisode 1)
- 2015 : Broad City : figurant
- 2015 : Empire : Frank Gathers[9].
- 2020 : Fargo (saison 4) : Loy Cannon

### Clip vidéo
- 2019 : Old Town Road de Lil Nas X : Le shérif (à la poursuite de Lil Nas X)[10]

## Discographie
- Born Suspect (1991) Atlantic
- Bring the Pain (1996)
- Roll With the New (1997) DreamWorks
- Bigger & Blacker (1999) DreamWorks
- Never Scared (2005) Geffen
- Kill the Messenger (2008)

## Citations
: Source Imdb
- « Les femmes sont comme la police, elles pourraient avoir toutes les preuves du monde, il leur faudrait quand même des aveux. »
- « Je fais pas beaucoup d'exercice. C'est pas vraiment drôle. Jim Carrey a l'air d'être en bonne forme mais traditionnellement, les comiques n'ont jamais été balèzes. Pourquoi les gens font-ils du yoga ? Ça leur éclaircit les esprits. J'aime appréhender le désordre dans ma tête. Quel genre de comique est parfaitement sain d'esprit ? »
- « J'adore la musique. La musique est la bande son du film qu'est ma vie. »
- « C'est mon vrai nom. Le nom de ma mère est Rose Rock. C'était le pire des noms à porter étant enfant. Ils m'appelaient Piece of the Rock, Plymouth Rock, Joe Rockid, et Flintstones [Jeux de mots anglais]. Maintenant ils m'appellent MONSIEUR Rock. »
- « Je ne suis jamais convenable ou prudent, mais je ne jure jamais devant ma mère, non plus. »
- « Je n'ai jamais voulu enchaîner le travail sans arrêt. Les comiques ont tendance à travailler tout le temps. Ils ne se posent jamais comme dans la musique où on fait un album et ensuite on peut prendre deux ou trois ans pour recharger les batteries. Les comiques tendent à enchaîner les projets et ils perdent de leur fraîcheur. Même quand je n'avais pas beaucoup d'argent, je ne faisais pas quelque chose à moins d'avoir quelque chose de nouveau à dire. »
- « Les gens veulent voir les comiques être drôles. Je veux dire, j'aime Jim Carrey dans Eternal Sunshine of the Spotless Mind mais ce n'est pas une meilleure interprétation que dans Dumb and Dumber. Je peux faire des rôles sérieux de temps en temps dans les films des autres mais jamais dans les miens. Je ne veux pas demander aux fans de venir et ne pas rire de moi : "Hé, viens, on va voir Chris Rock ne pas être drôle ! »
- « Les États-Unis est le pays le plus puissant du monde et je pense que tout pays intelligent devrait être concerné par ce qui se passe. Je n'ai pas de reproche à faire quand les Britanniques contestent le résultat de notre élection. J'applaudis cela. Je vous le dis, les Américains ne se soucient pas de ce qui se passe dans les autres pays ».
- « Je ne suis pas une superstar. Jim Carrey touche vingt millions de dollars par film. Je fais une drôle de tête quand ils me le disent. Je dois payer 8.50$ pour en voir un. »

- (en) Cet article est partiellement ou en totalité issu de l’article de Wikipédia en anglais intitulé « Chris Rock » (voir la liste des auteurs).

## Voix francophones
En France, Lucien Jean-Baptiste est la voix française régulière de Chris Rock. Toutefois, pour la série de films Madagascar, il est doublé par Anthony Kavanagh. Jean-Baptiste Anoumon l'a également doublé à neuf reprises.
Au Québec, Gilbert Lachance est la voix québécoise régulière de l'acteur. Il y a également François L'Écuyer qui l'a doublé à trois reprises.